# Identitetsbricka

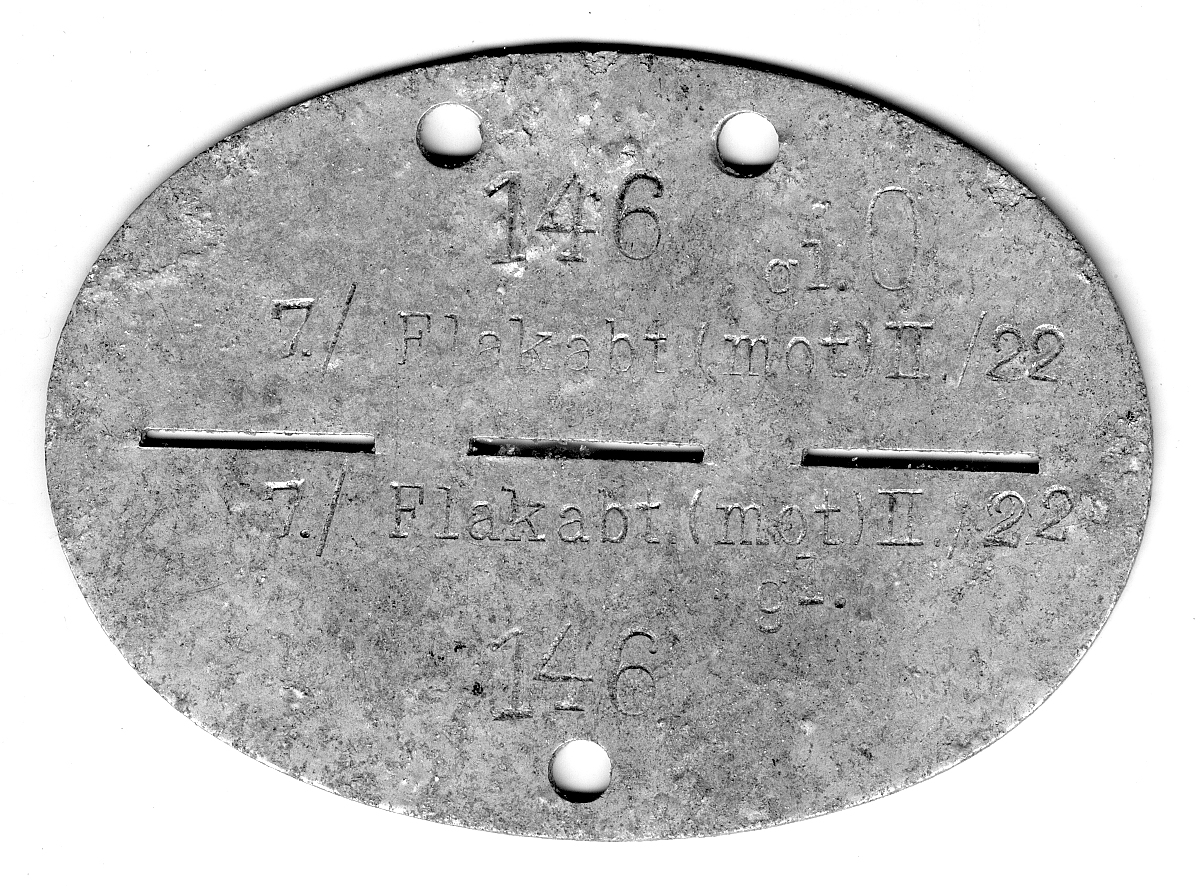
Äldre tysk identitetsbricka från andra världskriget

En identitetsbricka, kort idbricka (inte att förväxla med namnbricka), är en identitetshandling i metall och är menad att primärt bäras runt halsen av individen i fråga vid krig. De går även under namnet dödsbricka då ett av deras primära syften är att identifiera människor som dött i eller under strid.

## Funktion
En identitetsbrickas syfte är att göra det lättare att samla och distribuera information om folk under krig. Bland annat om en okänd individ är fysiskt eller psykiskt skadad och inte kan identifiera sig själv kan man istället titta på brickan för identifikation. Vissa länder har även blodtyp på brickan ifall individen behöver en bloddonation. Om individen är död samlar man istället in brickan för att göra sammanställningar av de döda. 
Många identitetsbrickor runt om i världen har dubbelinformation på sig och är försedda med en brytpunkt som gör det möjligt att knäcka identitetsbrickan på mitten för att göra två identitetsbrickor. Alternativt finns det två brickor på samma halsband. Detta är till för dödsfall då det är viktigt att lämna information på den avlidna för senare identifiering men samtidigt ta med information om den avlidna för informationssamling på annan plats. På grund av detta kan man kalla knäckta brickor för just dödsbrickor.

## Sverige

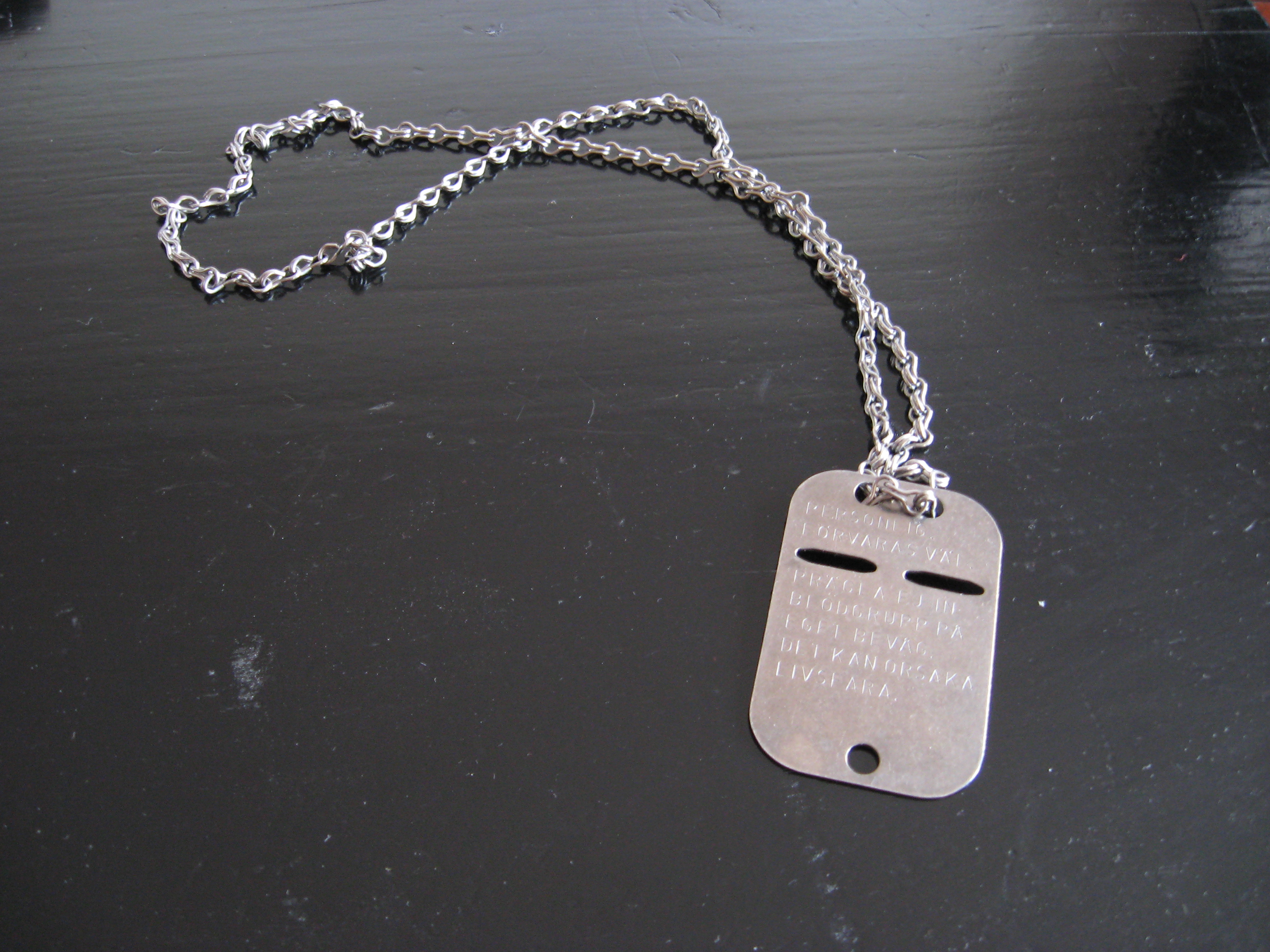
Svensk identitetsbricka

I Sverige har man använt identitetsbrickor sedan minst 1916 och hade tills nyligen en universal bricka för både militärt och civilt bruk. Den består av en metallplatta försedd med identitetsformation på ena sidan och råd på den andra. Plattan har en perforerad brytpunkt med två personnummer så att brickorna skall kunna användas för att identifiera avlidna. 
På identitetssidan finner man tre kronor och personnummer ovan brytpunkten med repeterande personnummer följt av, fullständigt namn, födelsehemort, länskod (XX) och året brickan utfärdats (00) under brytpunkten.  
På rådsidan finner man texten "PERSONLIG" "FÖRVARAS VÄL" ovan brytpunkten och "PRÄGLA EJ IN BLODGRUPP PÅ EGET BEVÅG" "DET KAN ORSAKA LIVSFARA" under brytpunkten. Texten är präglad. 
Denna bricka fick nya svenska medborgare vid födseln mellan 1960 och den 1 januari 2010. Identitetsbrickan skulle i fredstid förvaras i det kuvert man fick den i, och skulle medföras vid militärtjänstgöring. Den baserades konstruktionsmässigt och visuellt på tidigare identitetsbrickor som identitetsbricka m/39 och m/42. Man har slutat ge ut brickan till nyfödda då hotbilden mot Sverige anses vara för låg.  
| Länskod    | Län                     |
| ---------- | ----------------------- |
| A eller AA | Stockholms stad         |
| B          | Stockholms län          |
| C          | Uppsala län             |
| D          | Södermanlands län       |
| E          | Östergötlands län       |
| F          | Jönköpings län          |
| G          | Kronobergs län          |
| H          | Kalmar län              |
| I          | Gotlands län            |
| K          | Blekinge län            |
| L          | Kristianstads län       |
| M eller MA | Malmöhus län            |
| N          | Hallands län            |
| O eller OA | Göteborgs och Bohus län |
| P          | Älvsborgs län           |
| R          | Skaraborgs län          |
| S          | Värmlands län           |
| T          | Örebro län              |
| U          | Västmanlands län        |
| W          | Kopparbergs län         |
| X          | Gävleborgs län          |
| Y          | Västernorrlands län     |
| Z          | Jämtlands län           |
| AC         | Västerbottens län       |
| BD         | Norrbottens län         |

## Historia
Under amerikanska inbördeskriget (1861–1865) började en del soldater att nåla fast papperslappar med namn och adress i sina jackor, alternativt göra märkningar i sin ränsel eller på bältesspännet för att göra det lättare att identifiera dem ifall de skulle stupa i strid då många ville begravas på hemmaplan och framför allt inte bli bortglömda.
Företag som tillverkade liknande föremål såg en marknad, och 1862 skrev en man vid namn John Kennedy till den amerikanska armén och erbjöd sig att förse alla i den amerikanska armén med identitetsbrickor. Dock fick han nej för sitt förslag, utan någon förklaring.
Den amerikanska armén ändrade med tiden inställning och 20 december 1906 togs beslutet att armén skulle börja använda dessa brickor. En liten förändring skedde den 6 juli 1916 då man bestämde att två brickor skulle användas. Om någon fallit i strid och man under inga omständigheter kunde få med sig kroppen tillbaka, tog man med den ena och lämnade den andra vid kroppen, så att den senare kunde identifieras. Vissa länder, däribland Sverige, har fört detta vidare genom att skapa en bricka med två delar, där man istället bryter brickan i två halvor så att den ena lämnas kvar vid kroppen och den andra tas omhand.

## Myter
Det finns många myter kring idbrickor varav flera kan klassas som faktoider. Ett exempel är den amerikanska myten att hålen på deras idbrickor är till för att trycka upp brickan mellan framtänderna efter att man avlidit.

## Galleri

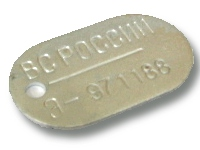
Rysk modern identitetsbricka
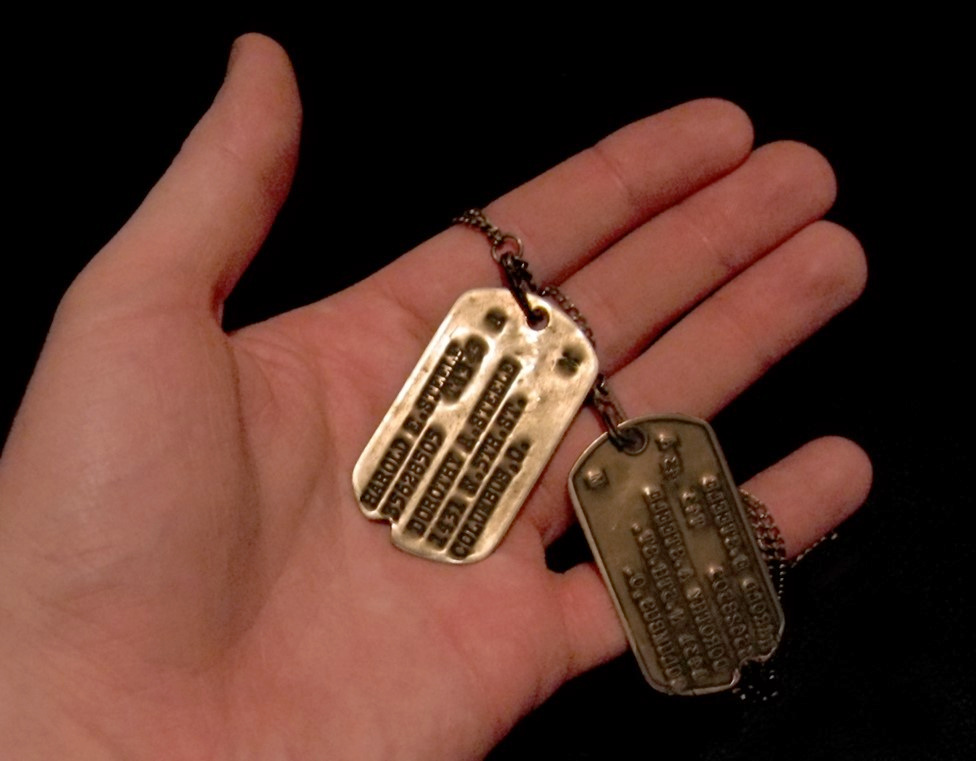
Amerikansk identitetsbricka från andra världskriget
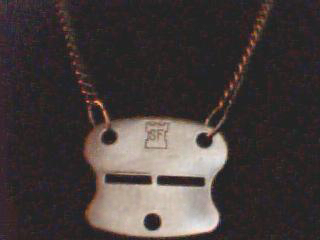
Finsk identitetsbricka
Identitetsbrickor för Polens försvarsmakt officerare dödade av NKVD i Katynmassakern, utgrävda i massgravarna i Charkiv.